# Gryon kenyotum
Gryon kenyotum är en stekelart som beskrevs av G. Mineo 1982. Gryon kenyotum ingår i släktet Gryon och familjen Scelionidae. Inga underarter finns listade i Catalogue of Life.